# Customer Lifetime Value
Der Customer Lifetime Value (CLV) ist eine Kennzahl aus der Betriebswirtschaft. Er beschreibt allgemein den Deckungsbeitrag, den ein Kunde während seines gesamten „Kundenlebens“ realisiert, diskontiert auf den Betrachtungszeitpunkt.
Der CLV kann somit als durchschnittlicher Wert verstanden werden, den ein Kunde im Laufe der Jahre für ein Unternehmen hat bzw. in der Zukunft haben wird. Für seine Berechnung werden daher neben den historischen Erlösen auch die zukünftig erwarteten Umsätze berücksichtigt (Kundenpotenzial).
Bei Ermittlung des CLV muss der mögliche Kundenwert vom tatsächlichen Kundenwert unterschieden werden. Im möglichen Kundenwert werden die Gesamtausgaben eines Abnehmers, auch diejenigen bei Wettbewerbern, in einem bestimmten Bereich berücksichtigt, während der tatsächliche CLV nur die Ausgaben berücksichtigt, welche der Abnehmer beim eigenen Unternehmen tätigt.
Unternehmen verwenden den CLV, um Marketingmaßnahmen effizienter auf Kunden zuschneiden zu können. So rechtfertigt beispielsweise ein hoher CLV höhere Budgets für die Betreuung eines bestimmten Kunden.

## Funktionsweise
Die entscheidenden Fragen, um neue Produkte bzw. Dienstleistungen, neue Programme und neue Kundenservice-Aktivitäten zu bewerten, sind nach Robert C. Blattberg und John Deighton nicht:
- „Will it attract new customers?“ – „Werden neue Kunden gewonnen werden?“
- „Will it increase our retention rates?“ – „Werden Bestandskunden gehalten werden?“

Die entscheidende Frage sollte ihrer Meinung nach vielmehr lauten:
- „Will it increase our customer equity?“ – „Wird der Kundenwert für uns erhöht werden?“

Denn der Kundenwert ist die Voraussetzung für den Shareholder Value. Marketingaktivitäten werden auf der Grundlage der Bedeutung des Kunden für das Unternehmen durchgeführt, um insbesondere ertragreiche Kunden länger an sich zu binden. Dafür ist das Kennen des aktuellen und des zukünftigen Ertrags bzw. Ertragspotenzials jedes Kunden notwendig.
Es werden schon seit geraumer Zeit Kundenbewertungen (z. B. ABC-Analyse) und Ziele aufgrund des Umsatzes festgelegt, doch greift dies zu kurz, da für ein Unternehmen nicht der Umsatz mit einem Kunden von entscheidender Bedeutung ist, sondern der Gewinn, der sich aus dieser Kundenbeziehung generieren lässt. Im „Tante-Emma-Laden“ kannte der Verkäufer noch jeden Kunden und konnte dessen Kundenwert einschätzen. Dies ist in der heutigen Zeit mit teilweise vielen tausend anonymen Kundenbeziehungen nicht mehr möglich.
Im Folgenden wird beschrieben, welche Methoden es zur Bestimmung des Kundenwertes gibt, und eine Klassifizierung dieser Methoden durchgeführt. Die Attraktivität und das Potenzial eines Kunden sind ein wichtiger Bestandteil der Kundenbewertung. Auf die Verfahren zur Quantifizierung von qualitativen Eigenschaften, die Erklärung bekannter Modelle (z. B. Kano-Modell) und auf die ausführliche Beschreibung einiger Verfahren zur Kundenwertbestimmung wird nicht eingegangen.

## Beispiele

### Stark vereinfachte Berechnung: Beispiel Auto
Hier wird der Kundenlebenszeitwert von Abnehmern mit einem Durchschnittsalter von 45 Jahren berechnet: Der Hersteller rechnet damit, dass die Kunden durchschnittlich alle vier Jahre einen Neuwagen mit einem Deckungsbeitrag von ca. 15.000 € kaufen werden sowie zusätzliche Serviceleistungen mit Deckungsbeiträgen in Höhe von ca. 500 €/Jahr in Anspruch nehmen. Die Geschäftsbeziehung wird dabei mit 20 Jahren veranschlagt. Somit hat ein durchschnittlicher Autofahrer einen Kundenwert von 85.000 € (ohne Abzinsung auf den heutigen Tag).
Es besteht aber auch die Möglichkeit, das Modell des Customer Lifetime Values zu erweitern und neben quantitativen Größen, wie den Akquisitionskosten, den zuordenbaren Einzelkosten und dem Umsatz auch qualitative Größen wie das Weiterempfehlungspotenzial und das Cross-Selling-Potenzial mit einzubinden.

### Erweitertes Modell: Vier Teilwerte des Customer Lifetime Value
- Sockelgeschäft (Summe erwarteter Aus- und Einzahlungen) – Gewichtung z. B. 50 %
- Erweiterungspotenzial (Summe erwarteter Aus- und Einzahlungen) – Gewichtung z. B. 25 %
- Referenzpotenzial (Summe erwarteter Aus- und Einzahlungen) – Gewichtung z. B. 15 %
- Lernpotenzial (Summe erwarteter Aus- und Einzahlungen) – Gewichtung z. B. 10 %

Zuerst muss eine Gewichtung der einzelnen Bereiche erfolgen: das Sockelgeschäft könnte z. B. mit 50 Prozent gewichtet werden, weil es aus Sicht des Managements sehr wichtig ist. 25 Prozent könnten dann auf das Erweiterungspotenzial gelegt werden usw.
Dann werden die erwarteten Gewinne in Geldeinheiten auf heute abgezinst (Kapitalwert) und den jeweiligen Kunden im jeweiligen Bereich zugewiesen. Meist erfolgt dies unter Verwendung von ungefähren Gewinnklassen und Einteilung in sehr attraktiv bis sehr unattraktiv. Das Zuweisen der Zahl 10 (sehr attraktiv) zum Kunden A im Bereich Sockelgeschäft würde heißen, dass vom Kunden A jährlich ca. 100.000 Euro Gewinn im Sockelgeschäft prognostiziert werden, was wir als sehr attraktiv bewerten. Beim Kunden B kann dann z. B. das Erweiterungspotenzial von 5 (+50.000 im Jahr) angenommen werden, da man Informationen bekommen hat, dass dieses Unternehmen wächst, oder bei Konsumenten, dass die Einkommen von einer bestimmten Berufsgruppe steigen werden usw. Die Indikatorenbildung für solche Prognosen und die daraus richtige Ableitung von Bewertungen des Potenzials ist die eigentliche Herausforderung an dieser Berechnung.

## Customer Lifetime Value und Marketing-Mix
Der CLV ermöglicht es, Kosten und Erträge einzelnen Phasen zuzuordnen und dadurch die Instrumente des Marketing-Mixes (Produkt, Kommunikation, Preis, Distribution) entsprechend einzusetzen. Die einzelnen Phasen des Kundenlebenszyklus
sind:
- Anbahnung (Überzeugen, Stimulierung)
- Sozialisation (Eingewöhnung)
- Penetrationsphase (Cross selling, Individualisierung)
- Reifephase (Wechselbarrieren, Effizienz steigern)
- Krisenphase (Fehler korrigieren, Wiedergutmachungen)
- Trennungsphase (Überzeugen, Stimulierung, Abstinenzphase abwarten)

## Bewertung des CLV

### Vorteile
Durch die theoretisch mögliche Zuordnung des Kunden in eine der sechs verschiedenen Phasen ist es leicht möglich, die Marketing-Maßnahmen entsprechend auf den Kunden und seine aktuellen Bedürfnisse zuzuschneiden.

### Kritik am CLV-Konzept
Die Methode des Customer-Lifetime-Values birgt das grundsätzliche Problem der Vorhersage-Unsicherheit in sich. Zum einen fällt es schwer, die voraussichtliche Dauer einer Kundenbeziehung zu schätzen, zum anderen ist es noch schwieriger, der Rechnung adäquat kundenbezogene Ein- und Auszahlungsströme zugrunde zu legen.
In der Praxis kommen daher oft Erfahrungswerte zum Einsatz; jüngere Unternehmen, die noch nicht darüber verfügen, verwenden oft Richtwerte. Das Modell des CLV ist daher trotz seiner theoretisch guten Eignung in der Praxis schwer anzuwenden, wenn keine transaktionsbezogenen Daten vorliegen (Kaufhistorie).
In den USA ist CLV weit verbreitet. Dort wird von verschiedensten Unternehmen sehr genau darüber Buch geführt, wer wann was wo gekauft hat. Zusätzlich existieren Dienstleister wie etwa Zeta Global, die die Profile von Millionen von Einzelpersonen zur Verfügung stellen. Der persönliche CLV-Wert kann erheblichen Einfluss darauf haben, wie Kunden behandelt werden.